# Cracow
Cracow ist ein Ort im australischen Bundesstaat Queensland. Er liegt 360 Kilometer nordwestlich von Brisbane im Banana Shire. Der Ort wurde in den 1930ern im Zuge des letzten australischen Goldrausches gegründet und erfuhr ein sehr starkes und schnelles Wachstum. Der Boom war jedoch nicht von Dauer, weshalb immer mehr Menschen die Stadt wieder verließen, die nach Schließung der Mine im Jahr 1976 praktisch zu einer Geisterstadt wurde. Mit der Wiedereröffnung der Mine im Jahr 2004 setzte eine kleine Erholung des Ortes ein, sodass heute wieder 114 Menschen dort leben (Stand 2021).

## Geographie

### Lage
Cracow befindet sich im südwestlichen Queensland, ca. 200 Kilometer im Landesinneren. Brisbane, die Hauptstadt des Bundesstaates, liegt 360 Kilometer Luftlinie bzw. 500 Straßenkilometer Richtung Südosten. Die nächstgelegenen Orte sind Theodore (45 km Luftlinie Richtung Nordwesten, 450 Einwohner), Taroom (60 km südwestlich, 585) und Eidsvold (80 km östlich, 650). An diese angeschlossen ist Cracow über die seit 2014 komplett asphaltierte Eidsvold–Theodore Road bzw. die unbefestigte Cracow Road nach Taroom, die sich in der Ortsmitte treffen. Cracow liegt somit zwischen den Burnett und Leichhardt Highways, die durch die genannten Orte verlaufen.

### Natur
Cracow liegt am Boughyard Creek, der ca. drei Kilometer südlich in den Cracow Creek fließt, welcher über den Dawson River in das Korallenmeer entwässert. In der Nähe von Cracow, an der Mündung des Delusion Creek in den Dawson River, liegt der sogenannte „Cracow Beach“, ein sandiger und von Palmen umgebener Uferabschnitt, der bei Badegästen und Anglern beliebt ist.
Östlich von Cracow erstreckt sich die bis zu 429 Meter hohe Hügelkette Auburn Range.
Unweit westlich von Cracow liegt der Precipice-Nationalpark.

### Klima
Cracow befindet sich in der subtropischen Zone und ist nach Köppen und Geiger mit Cfa klassifiziert. Typisch sind heiße Sommer und milde Winter, obwohl es dennoch Frost geben kann. Der Niederschlag konzentriert sich auf die Sommermonate November bis März, ohne jedoch wintertrocken zu sein. Die folgende Tabelle zeigt Klimastatistiken für die nächstgelegene Wetterstation im 60 Kilometer entfernten Taroom.
|                       | Jan  | Feb  | Mär  | Apr  | Mai  | Jun  | Jul  | Aug  | Sep  | Okt  | Nov  | Dez  |   |       |
| Mittl. Tagesmax. (°C) | 33,7 | 32,8 | 31,7 | 28,8 | 24,6 | 21,5 | 21,1 | 23,1 | 26,8 | 30,0 | 32,0 | 33,4 | ⌀ | 28,3  |
| Mittl. Tagesmin. (°C) | 20,7 | 20,3 | 18,2 | 14,1 | 9,7  | 6,4  | 5,2  | 6,5  | 10,4 | 14,6 | 17,6 | 19,6 | ⌀ | 13,6  |
|                       |      |      |      |      |      |      |      |      |      |      |      |      |   |       |
| Niederschlag (mm)     | 98,7 | 87,3 | 63,4 | 35,3 | 40,0 | 36,6 | 33,0 | 27,9 | 31,9 | 54,5 | 73,6 | 90,7 | Σ | 672,9 |
|                       |      |      |      |      |      |      |      |      |      |      |      |      |   |       |
| Regentage (d)         | 5,9  | 5,1  | 4,3  | 2,9  | 2,9  | 2,7  | 2,9  | 2,5  | 2,7  | 4,4  | 5,3  | 5,9  | Σ | 47,5  |

| 20,7 |

| 20,3 |

| 18,2 |

| 14,1 |

| 9,7 |

| 6,4 |

| 5,2 |

| 6,5 |

| 10,4 |

| 14,6 |

| 17,6 |

| 19,6 |

| 20,7 |

| 20,3 |

| 18,2 |

| 14,1 |

| 9,7 |

| 6,4 |

| 5,2 |

| 6,5 |

| 10,4 |

| 14,6 |

| 17,6 |

| 19,6 |

### Geologie
Im Gestein um Cracow finden sich Goldmineralisierungen in steil abfallenden, epithermalen Adern. Diese Adern zeigen sich als einzelne Erzgänge, die zu verschiedenen Prozentsätzen aus Quarz, Karbonat und Mondstein (Adular) bestehen. Es wurden zehn verschiedene Lagerstätten gefunden: Royal, Crown, Phoenix, Sovereign, Coronation, Empire, Roses Pride, Kilkenny, Tipperary und Klondyke North. Die drei letztgenannten werden zurzeit abgebaut. Sie sind zwischen zwei und fünf Meter dick.

## Geschichte

### Anfänge in der Schafzucht

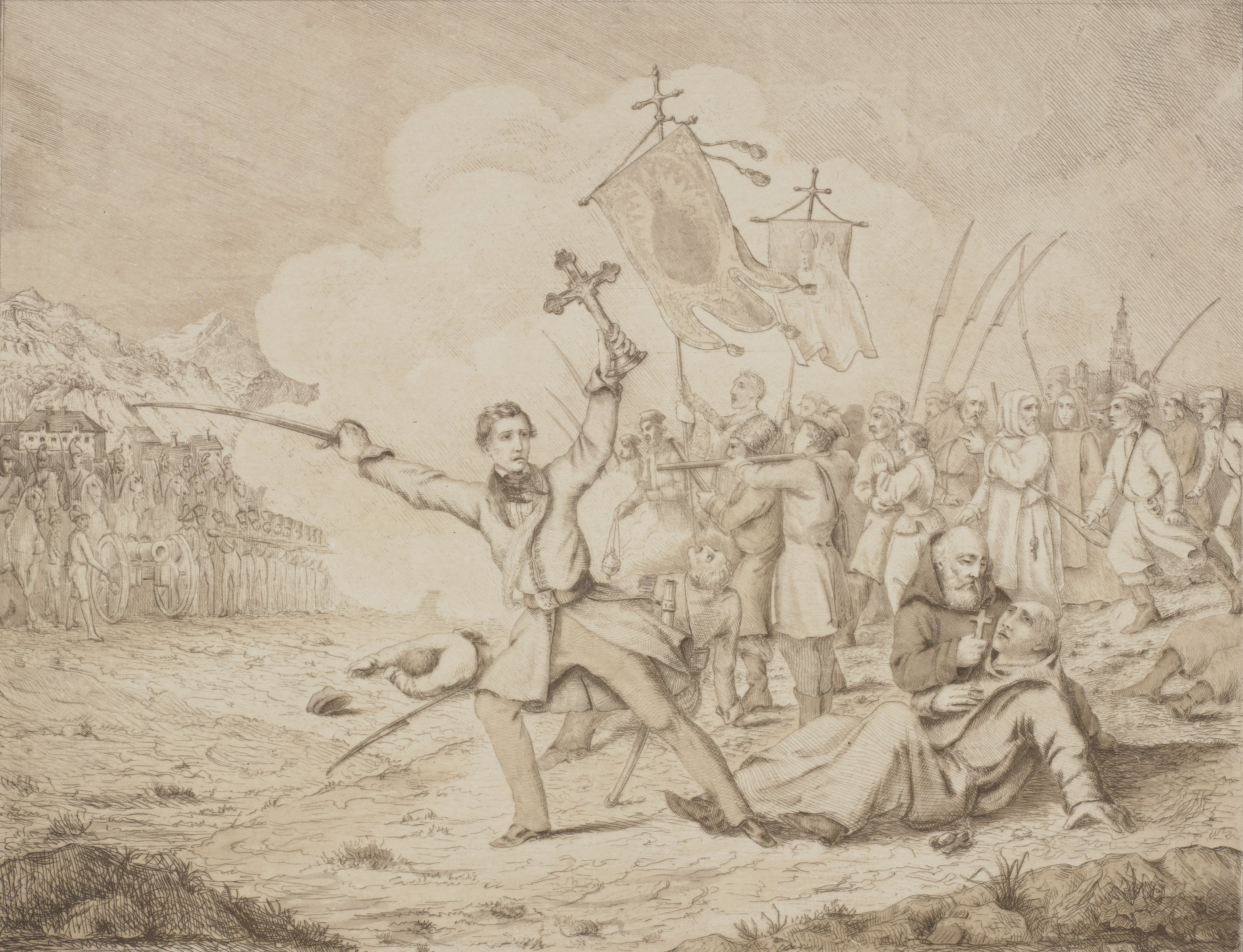
Zeitgenössische Darstellung des Krakauer Aufstands von 1846

Die Gegend um Cracow ist traditionell das Land der Aborigine vom Stamm der Wulli Wulli.
Als erster Europäer bereiste der deutsche Entdecker Ludwig Leichhardt die Gegend auf seiner ersten Expedition im Jahr 1844. Bereits sieben Jahre später ließ sich mit John Mackenzie Ross ein weißer Siedler dort nieder, der auf einer Farm 15.000 Schafe hielt. Er benannte den Ort nach der polnischen Stadt Krakau, auf Englisch Cracow geschrieben, da sie ein Zentrum der polnischen Unabhängigkeitsbewegung war, was dem freiheitlichen australischen Geist der Zeit entsprach – der nahe gelegene Ort Eidsvold ist ebenfalls nach einer wichtigen Stadt der liberalen Bewegung in Europa, nämlich Eidsvoll in Norwegen, benannt.
In den 1860er Jahren setzte eine Dürre ein, sodass Ross seine Farm nach 20 Jahren Bewirtschaftung aufgab. Sie wurde in den folgenden Jahrzehnten aufgrund anhaltender Dürre und niedriger Marktpreise mehrfach verkauft, gehörte unter anderem den MacLeans, John Atherton und Bryan Palmes, bis sie schließlich 1903 von G. K. Jeffrey aus New South Wales erworben wurde, dessen Familie sie bis heute besitzt.

### Erste Goldfunde

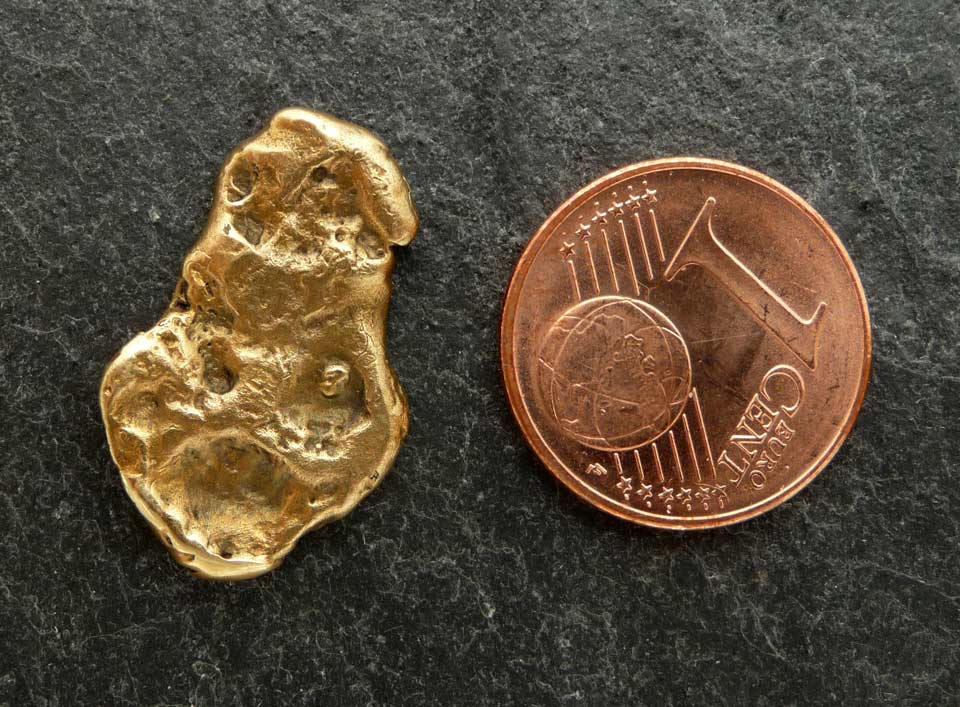
Der von Johnny Nipps gefundene Nugget soll ein halbes Pennyweight, also knapp 0,8 Gramm schwer gewesen sein. Der hier im Bild gezeigte Nugget wiegt 5,2 Gramm.

G. K. Jeffrey ließ im Jahr 1875 drei Erzschürfer nach Gold suchen, diese orientierten sich jedoch bald zu einem ergiebigeren Feld nahe Eidsvold. Auch in den Jahren 1850, 1903, 1913 und 1918 wurden kleinere Mengen Gold gefunden, ein gezielter Abbau setzte jedoch nicht ein. Den größten Effekt hatte ein Mitarbeiter der Farm, der Aborigine Johnny Nipps, der im Jahr 1913 auf der Suche nach einem vermissten Pferd nur 10 Kilometer nördlich des Farmhauses einen Goldnugget fand, woraufhin Charlie Lambert aus Mount Isa die Gegend inspizierte und ein Riff fand, das er Warrego nannte. Doch auch er ging den Funden zunächst nicht weiter nach.

### Goldrausch

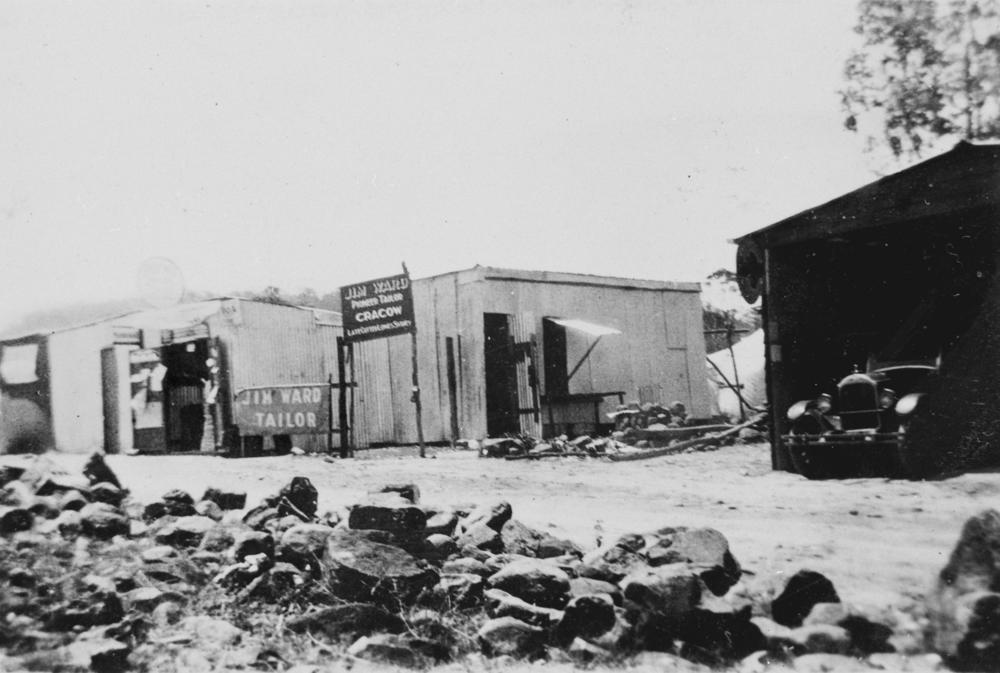
Geschäfte in Cracow, frühe 1930er

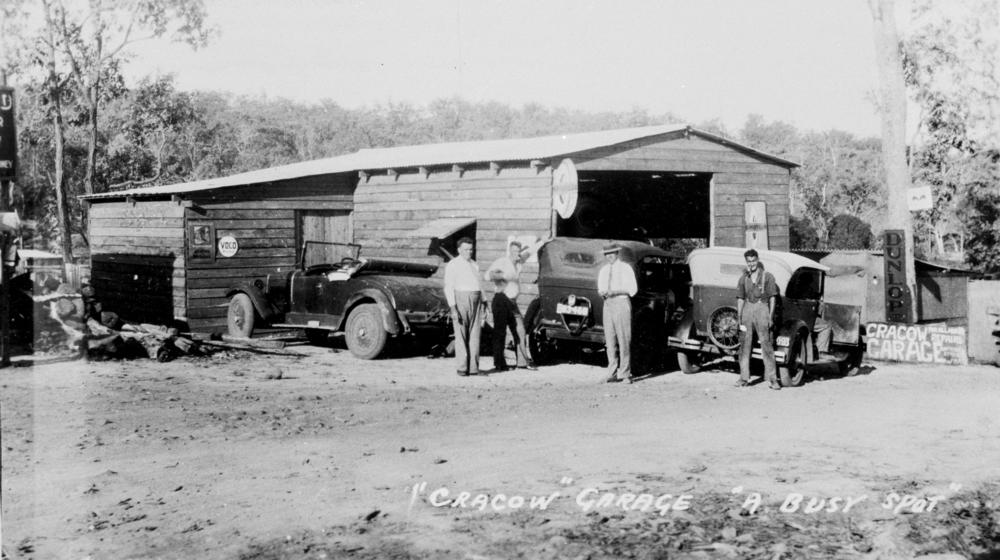
Autowerkstatt, ca. 1932

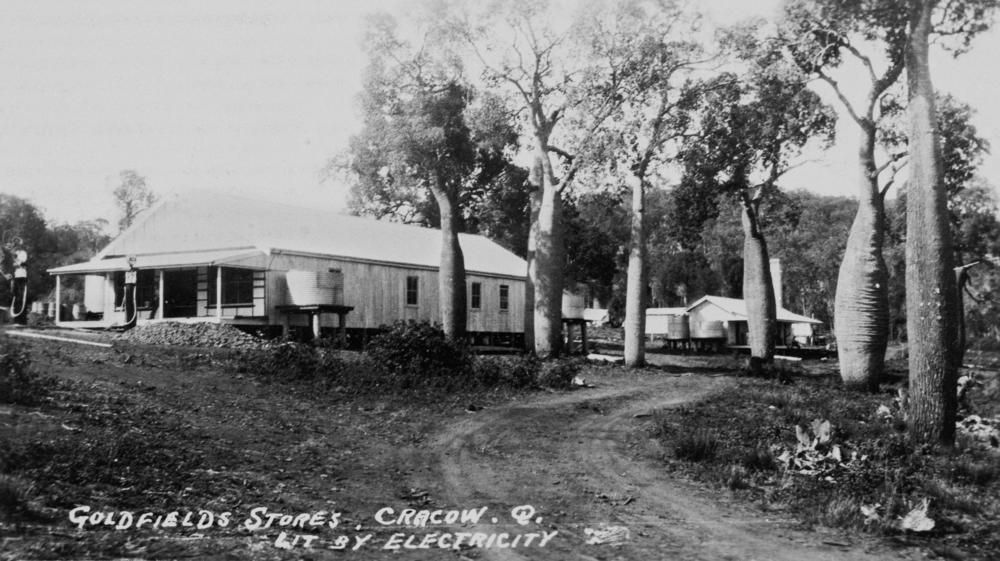
Goldfields Stores, ca. 1932

Dies änderte sich mit der durch die Great Depression ausgelöste Weltwirtschaftskrise der 1930er Jahre: Zusammen mit Billy Ryan und Billy Reynolds kam Lambert 1931 zurück nach Cracow. Sie unternahmen weitere Suchen und registrierten schließlich im Februar 1931 ihren Claim. Aus den ersten 15 Tonnen Erz gewannen sie Gold im Wert 4000 £, sodass sie das Feld Surprise nannten. Schon bald waren sie von ihrer Entdeckung derart begeistert, dass sie bereits spekulierten, ob sie „ein zweites Mount Morgan“ entdeckt haben könnten – seinerzeit eine der größten und ergiebigsten Goldminen der Welt.
Am 11. August 1932 wurde das Cracow Gold and Mineral Field ausgerufen. Dies zog viele Goldsucher an: Zwischen Juni und Dezember wurden 768 Claims und 225 Bergbaulizenzen beantragt, sodass bis zum Jahresende 3000 Acres (über 1200 Hektar) Land um Cracow als Bergbau-Areal registriert waren. Dieser enorme Ansturm führte dazu, dass 1932 offiziell die Stadt Cracow gegründet wurde und am 16. November 1932 die erste Auktion von town land stattfand.
Cracow erlebte ein enormes und größtenteils ungesteuertes Wachstum. Allerlei Leute auf der Suche nach ihrem Glück erreichten die Stadt; Zelte, Blechhütten und andere Behausungen schossen wie Pilze aus dem Boden. Im Oktober 1932 lebten bereits 1200 Menschen in der Stadt und im November überstieg die Einwohnerzahl 2000. Dadurch, dass sich Cracow – für Bergbaustädte nicht unbedingt üblich – über Straßen erreichen ließ, kamen mit den Männern auch relativ viele Frauen und Kinder nach Cracow. Eine Hausfrau schrieb über den Ort:

“Whether it is approached from Eidsvold, Theodore or Taroom, in each case one passes through "suburbs" of tents and a few shacks, set up in a haphazard manner amongst the trees. Next, the sight of sundry notices above the portals, such as "General Store", "Dawson Water", "Pioneer Butcher", indicates that "the town" is being approached. Before long one reaches the main street, easily distinguishable by the fact that here alone is any attempt made to keep buildings in line.”

„Egal, ob man von Eidsvold, Theodore oder Taroom kommt, in jedem Fall durchfährt man „Vororte“ von Zelten und einigen Hütten, die willkürlich zwischen den Bäumen aufgebaut wurden. Als nächstes verraten diverse Notizen wie „General Store“, „Dawson Water“ oder „Pioneer Butcher“ über den Türen, dass man sich „der Stadt“ nähert. In Bälde erreicht man die Hauptstraße, die man leicht daran erkennt, dass hier allein irgendein Versuch unternommen wird, die Gebäude in einer Reihe zu halten.“

Schon bald nutzten viele Unternehmer die Gunst der Stunde. Es gab einen Tanzboden, ein improvisiertes Lichtspielhaus und einige verstohlene „grog shops“, die illegal Alkohol verkauften. Letzterem wurde Einhalt geboten, als Alfred William Jarvis und seine Frau Agnes 1936 das Cracow Hotel errichteten.
Auf seinem Höhepunkt konnten 3000 Einwohner bei siebzehn Läden, acht Obsthändlern, fünf Bäckern, zwei Metzgern, zwei Limonadenfabriken und zwei Zeitungshändlern einkaufen. Es waren vierundzwanzig Handwerker, acht Barbiere, fünf Klempner, fünf Autowerkstätten, drei Schneider, drei Sägemühlen, drei Textilkaufmänner, zwei Schmiede, eine Ziegelei und ein Aktienhändler ansässig. Für Vergnügung sorgten mehrere Cafés, drei Billardräume, zwei Bildershows, eine Tanzhalle, Tennisplätze und ein Fußballclub. Noela Denmead schrieb, „dass man nahezu jede Ware erwerben kann, die in den Kaufhäusern einer großen Stadt zu finden ist.“
1940 war Cracow die größte Stadt des Banana Shires. Es gab einen regelmäßigen Flugverkehr, über den unter anderem auch Neuigkeiten in die Stadt kamen – der Weg über die Straße nach Rockhampton dauerte zwei Tage. Für die Versorgung wurde 1936 nach mehr als zwei Jahren Planung und Spendensammeln ein Krankenhaus errichtet, es waren ein Doktor, ein Zahnarzt und zwei Apotheken vor Ort. Am 9. Februar 1933 wurde eine Polizeistation eröffnet sowie zum 12. Juni desselben Jahres eine Schule eingerichtet, die 1934 bereits 120 Kinder besuchten. Von der lokalen Polizei überführte Straftäter wurden zunächst vor das Gericht von Theodore (1933–36) und später Eidsvold (1936) gestellt, doch ab 1937 wurden Fälle in Cracows eigenem Gerichtsgebäude entschieden.
Am 30. September 1932 wurde eine Handelskammer gegründet, die sich in der Folgezeit für viele Verbesserungen der Lebensbedingungen einsetzte. Im November 1933 wurde eine Telefonverbindung nach Cracow gelegt, die ab dem 23. November 1933 genutzt werden konnte.
Ein Problem war zunehmend die Wasserversorgung, da mit dem Boughyard Creek nur eine permanente Wasserquelle vorhanden war. Der von einem Damm gehaltene Stausee trocknete 1931 aus, weshalb zusätzliches Wasser vom mehr als 12 Kilometer entfernten Dawson River herangekarrt werden musste. Daraufhin wurde ein knapp 550 Meter langer Damm gebaut.

### Golden Plateau

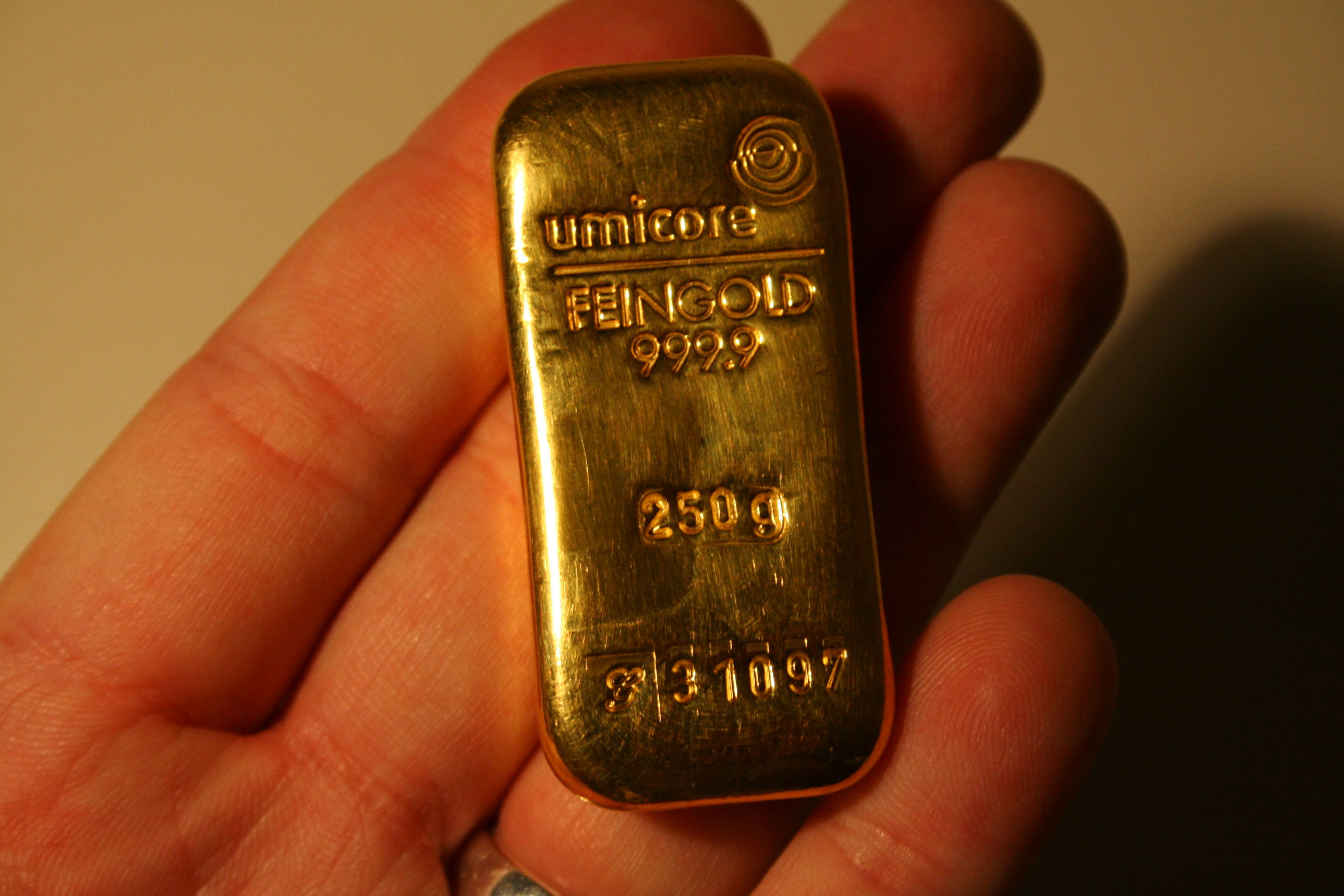
Zum Vergleich: Der hier zu sehende Goldbarren hat ein Gewicht von etwas über 8 Feinunzen.

Einer der ersten, die groß in Cracow einstiegen, war Randolph Bedford. Er gründete das Unternehmen Carpentaria Prospectors Ltd, das sich die Rechte für Lamberts ursprüngliche Entdeckung und angrenzende Gebiete sichern konnte. J. Berry errichtete 1932 einen Erzbrecher mit einer Leistung von 30 Tonnen Erz pro Tag. Australian Gold Mines Ltd schickte ihren Bergbau-Ingenieur Tom Victor nach Cracow um Proben zu nehmen. Diese erwiesen sich als so gut, dass Victor die Gegend „goldenes Plateau“ nannte, woraufhin Australian Gold Mines die Golden Plateau NL Company gründete.
Nach und nach entwickelte sich diese Mine zur größten am Ort. Andere Minen mussten aufgeben oder konnten sich nur durch staatliche Subventionen der Löhne über Wasser halten. Golden Plateau jedoch produzierte 2500 Unzen Gold pro Monat, was dazu führte, dass Cracow zu einer „One Mine Town“ wurde. Bereits 1935 förderte Golden Plateau Gold in einem Wert von 274.476 £, was 97,3 % der gesamten Förderung in Cracow entsprach. Bis 1938 wurden aus 179.551 Tonnen Erz 121.347 Feinunzen Gold gewonnen.
Die Widrigkeiten des Zweiten Weltkriegs sorgten schließlich dafür, dass alle anderen Minen endgültig schlossen. Doch auch Golden Plateau blieb nicht verschont und musste seine Produktion enorm drosseln:
| Jahr | Gegenwert der Goldproduktion in £ |
| ---- | --------------------------------- |
| 1941 | 249.200                           |
| 1942 | 164.844                           |
| 1943 | 56.419                            |
| 1945 | 38.550                            |

Diese Effekte führten dazu, dass die Einwohnerzahl Cracows 1940 nur noch bei 820 lag und bis zum Ende des Zweiten Weltkriegs auf 420 sank. Nach Kriegsende wurde die Produktion nicht wieder im gleichen Stil aufgenommen. Ein kurzes Intermezzo der Klondyke-Mine endete bereits 1951 wieder. In den 1960ern pendelte sich Golden Plateaus Produktion bei ca. 220.000 £ pro Jahr ein, die von ca. 80 Mitarbeitern gefördert wurden. Cracows Einwohnerzahl sank weiter auf 300.

### Schließung der Mine

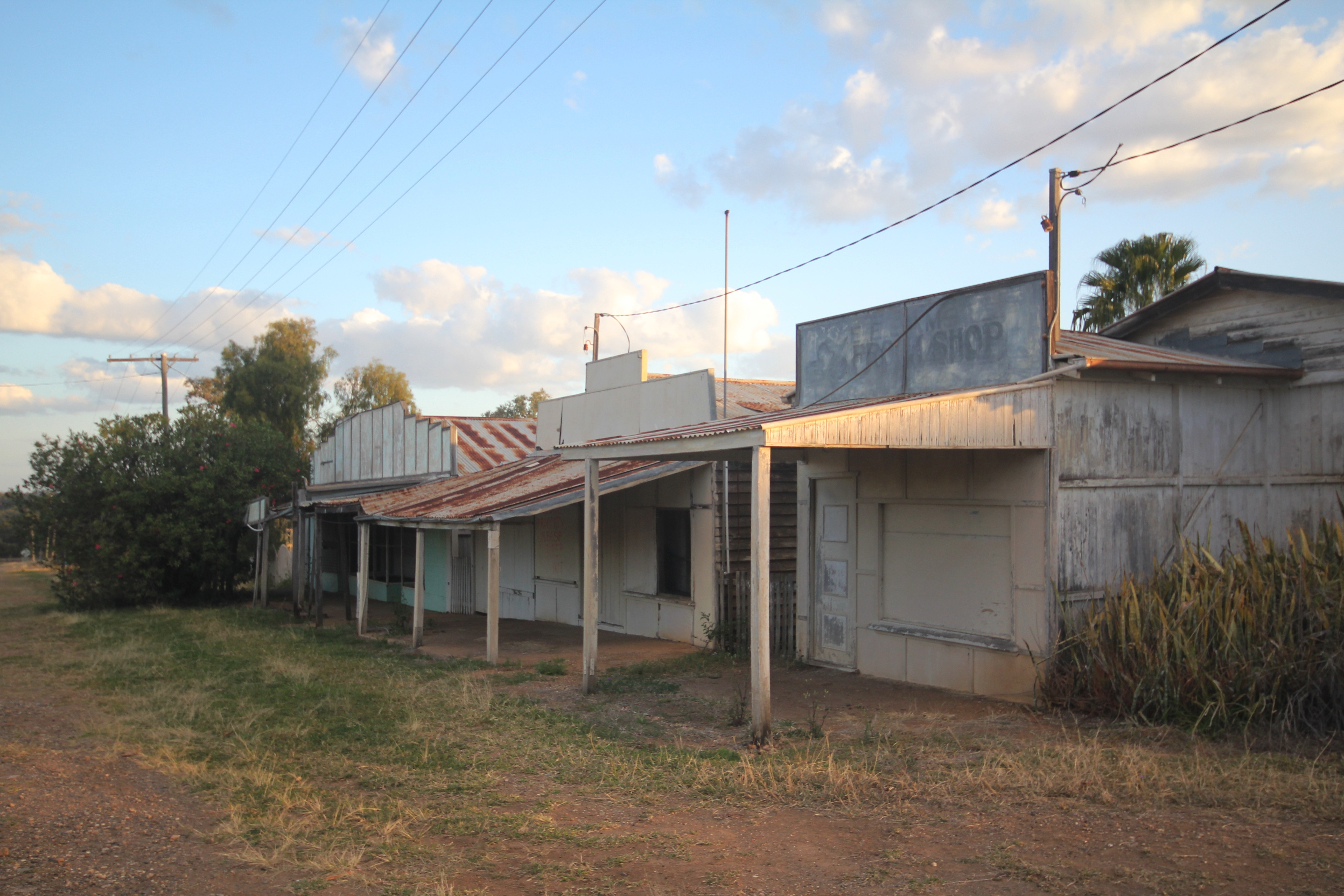
Verlassene Geschäfte in der 3rd Avenue

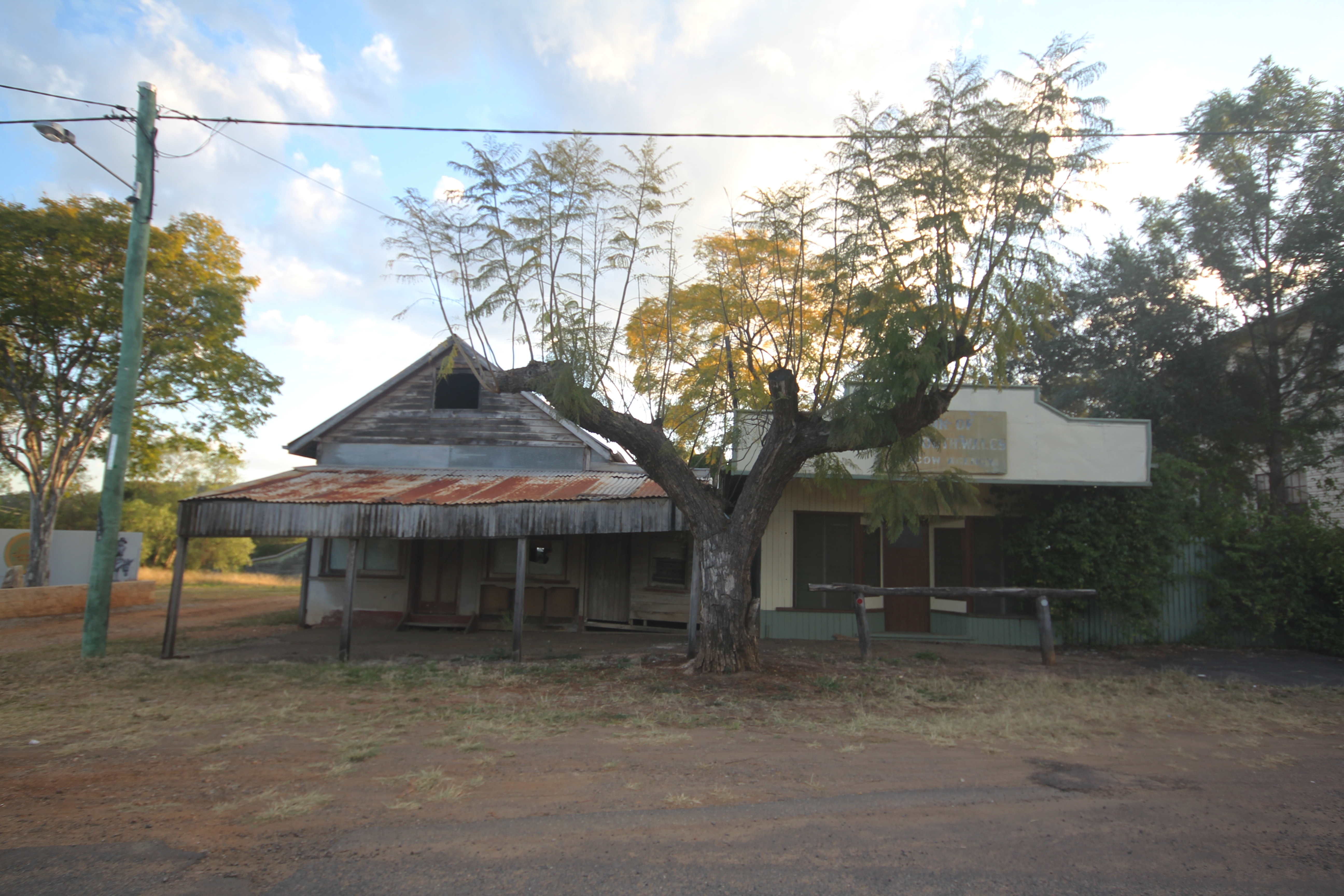
Das rechte Gebäude war einmal die Bank of New South Wales

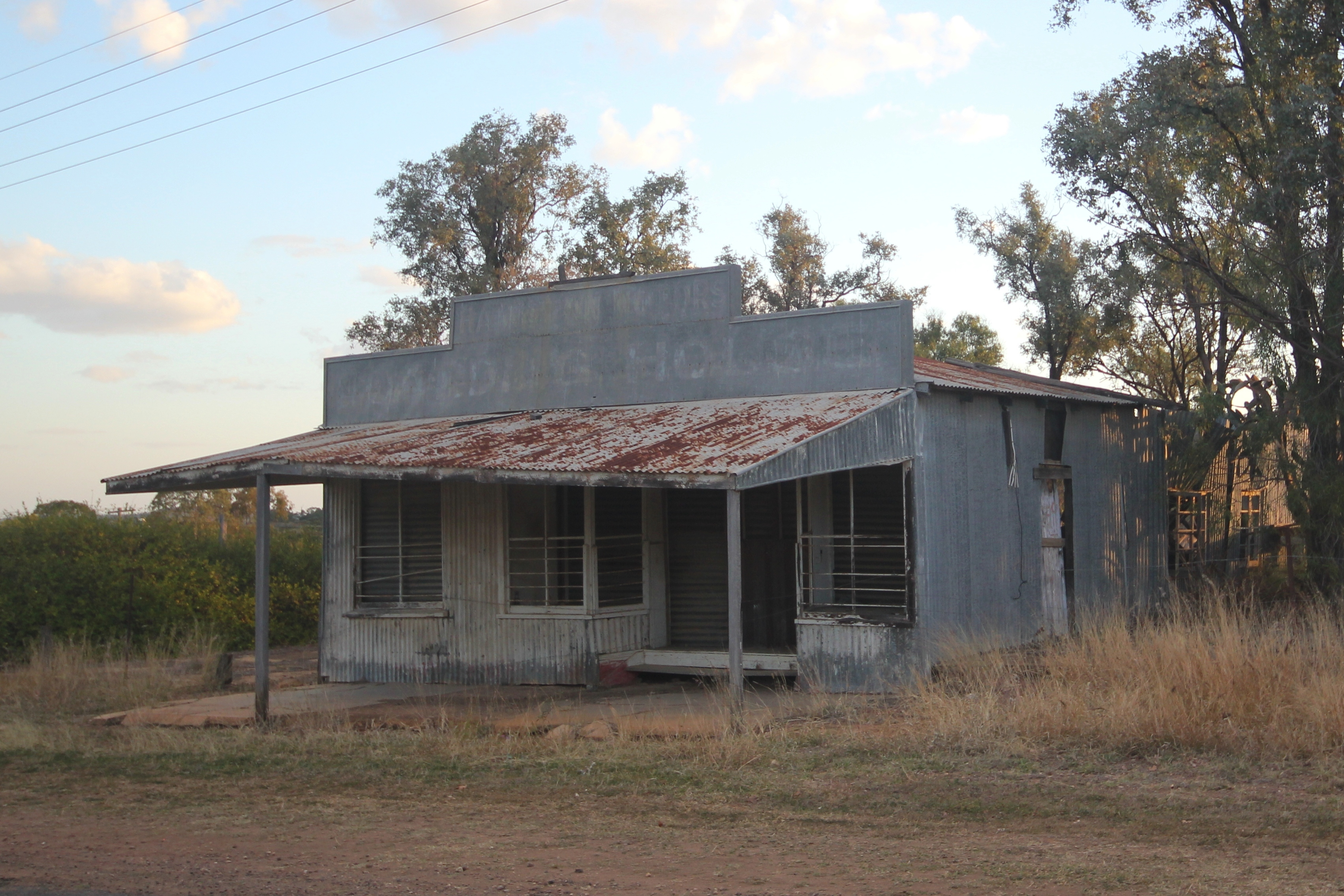
Eine ehemalige Pension – der Schriftzug „Boarding House“ ist noch schwach zu erkennen.

Eine Kombination aus Erschöpfung der ökonomisch günstig zu fördernden Erzvorkommen, einem niedrigen Goldpreis am Weltmarkt und einer nötig werdenden Investition in eine neue Erzmühle führten dazu, dass die Mine 1976 geschlossen wurde.
Mit der Mine schlossen auch die Polizeistation (zum 31. Oktober 1976) und das Krankenhaus und viele der noch verbliebenen Einwohner verließen den Ort, der somit praktisch eine Geisterstadt wurde. Die Einwohnerzahl sank auf nur noch 86. Viele der einst genutzten Gebäude standen nun leer, wurden sich selbst überlassen und verfielen. Das einzige verbliebene Unternehmen war das Cracow Hotel, das sich auch als Einkaufsladen, Zeitungshändler, Postschalter und Touristeninformation verdingte.
Im Juni 1979 trat Golden Plateau seine Bergbaulizenzen ab, die im Juli von Sedimentary Holdings Pty Ltd aufgekauft wurden. Gemeinsam mit Costain Ltd eröffneten sie die Mine am 12. Juli 1985 erneut, um mit neuer Technologie bisher noch nicht extrahiertes Gold aus den Abraumhalden zu gewinnen. Dies gab 50 Menschen Arbeit und es konnten 10 Barren Gold in der Woche produziert werden. Der Erfolg war jedoch nicht von Dauer, weshalb auch diese Mine 1992 wieder schloss.
Am Ende des Jahres 1997 schloss auch die Schule in Cracow.
Bis zu diesem Zeitpunkt wurden in Cracow insgesamt 850.000 Feinunzen Gold gefördert.

### Wiedereröffnung
Die Firma Newcrest Ltd nahm Mitte der 1990er die Erkundung der Vorkommen wieder auf, bei denen tiefer im Boden liegende und deshalb bisher nicht abgebaute Vorkommen lokalisiert wurden. Diese erwiesen sich mit 10,1 Gramm Gold pro Tonne Erz mit einer Aussicht auf einen Ertrag von 790.000 Feinunzen Gold so vielversprechend, dass ein Joint Venture aus Sedimentary Holdings (30 %) und Newcrest (70 %) die Wiedereröffnung der Mine in Angriff nahm. Im Dezember 2003 begann die Entwicklung der Mine und nach Investitionen von über 100 Millionen australischen Dollar konnte die Produktion im November 2004 beginnen.
Sedimentary Holdings' Anteil wurde später von Catalpa Resources Ltd aufgekauft, die im November 2011 mit Conquest Mining Ltd fusionierte. Das so neu entstandene Unternehmen Evolution Mining Ltd erwarb Newcrests Anteil am Cracower Joint Venture und ist seitdem alleiniger Besitzer und Betreiber der Mine.
| Jahr | Goldproduktion in Feinunzen |
| ---- | --------------------------- |
| 2010 | 102.760                     |
| 2011 | 101.723                     |
| 2012 | 102.565                     |
| 2013 | 102.560                     |
| 2014 | 95.064                      |
| 2015 | 93.064                      |

Durch diese Neueröffnung stieg die Einwohnerzahl wieder auf 123 im Jahr 2006 und weiter auf 196 im Jahr 2011. Bis 2016 sank sie wieder auf 89. Die ca. 150 Minenarbeiter wohnen jedoch in einer extra errichteten, nicht permanenten Wohnanlage und werden wöchentlich ein- und ausgeflogen, sodass die Einwohnerzahl des „eigentlichen“ Ortes auf unter 40 geschätzt wird.
Mit Geldern des Minenbetreibers wurde das verfallende Gerichtsgebäude restauriert und in ein Heritage Centre umgebaut, das am 30. April 2011 öffnete. Außerdem engagiert sich Evolution Mining mit der Errichtung eines Tennisplatzes, kostenlosen Camping-Stellplätzen und der Finanzierung von Stipendien für das Gemeinwesen.

## Bevölkerungsentwicklung
Die folgende Tabelle zeigt die Einwohnerzahl Cracows bei verschiedenen offiziellen Volkszählungen.
| Zensus | Einwohner |
| ------ | --------- |
| 1933   | 858       |
| 1947   | 417       |
| 1954   | 367       |
| 1961   | 411       |
| 1966   | 284       |
| 1971   | 302       |
| 2006   | 123       |
| 2011   | 196       |
| 2016   | 89        |
| 2021   | 114       |

## Sehenswürdigkeiten

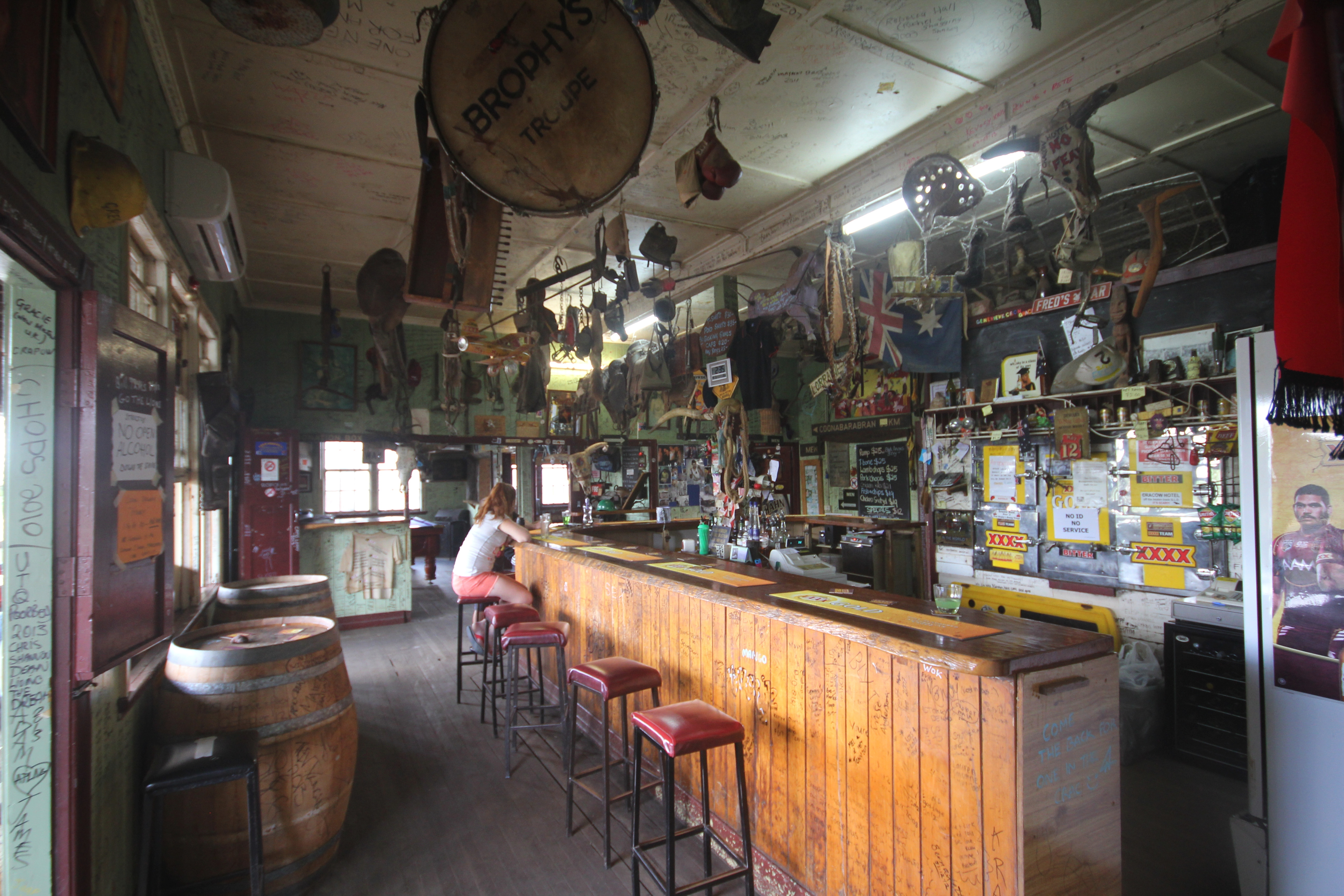
Die Bar des Cracow Hotel

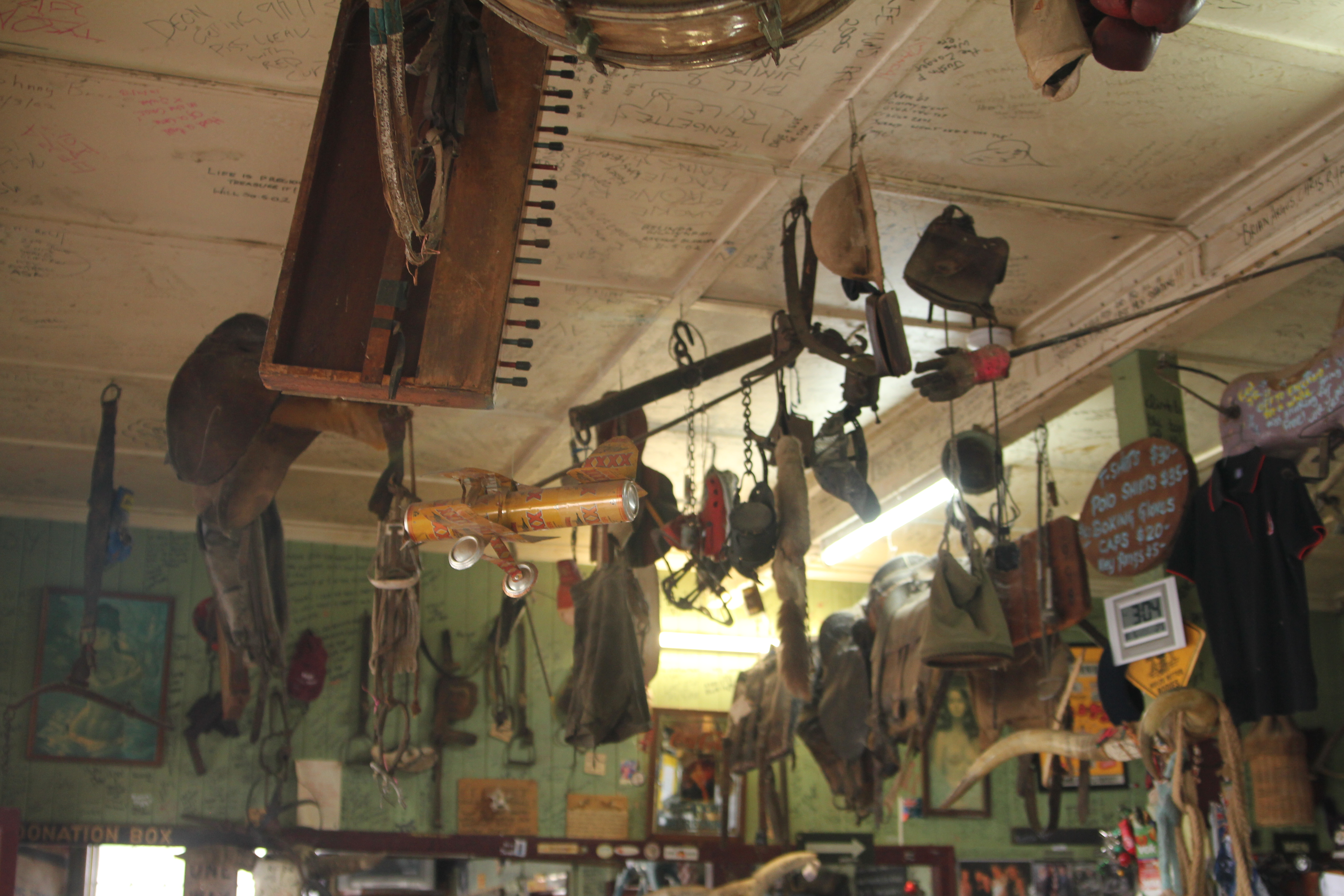
An der Decke hängende Artefakte

Die vielen alten, teilweise verfallenen Gebäude bieten eine interessante Geisterstadt-Atmosphäre. Hervorzuheben sind das Gebäude des RSL-Clubs, das als eines der wenigen noch erhalten wird, sowie das direkt neben dem Pub gelegene Gebäude der ehemaligen Bank of New South Wales.
Das Heritage Centre im restaurierten Gerichtsgebäude gibt einen detaillierten Einblick in die wechselvolle Geschichte der Stadt und informiert über die lokalen Goldvorkommen und die Funktionsweise des Abbaus. Touren der Mine werden nicht angeboten.
Das Cracow Hotel ist das einzige verbliebene Geschäft. Das zweistöckige Gebäude ist im typischen Queenslander-Stil errichtet: Es ist nahezu vollständig aus Holz gebaut und steht nicht direkt auf der Erde, sondern ruht auf vielen Pfählen. Dies erlaubt durch Luftzug eine bessere Kühlung im heißen Sommer und hält unangenehme Tiere fern. Ebenfalls typisch ist die große und breite Verandah, die auf beiden Etagen umlaufend um drei Viertel des Gebäudes errichtet wurde und als weiterer Sitz- und Wohnraum dient. Im hinteren Teil führt eine Außentreppe in den Innenhof des Eckgebäudes, die aufgrund des meist sonnigen Wetters als Haupttreppe genutzt wird.
Das Gebäude beherbergt im Erdgeschoss einen klassischen Outback-Pub, der viele Touristen anzieht – nicht nur, weil diese nach der Erkundung der Geisterstadt etwas trinken möchten, sondern insbesondere aufgrund der vielen merkwürdigen Gegenstände, die die Wände und Decken zieren und dem Pub so ein besonderes Aussehen verleihen. Im Obergeschoss befinden sich zehn ungewöhnlich eingerichtete Hotelzimmer.
Das Hotel gehört Fred Brophy, der mit Fred Brophy's Boxing Troupe Australiens letztes verbliebenes Boxzelt betreibt. Von dieser „Basis“ reist er mit seinem Zelt zu Volksfesten in ganz Queensland, wo Freiwillige aus dem Publikum in Boxkämpfen gegen seine Truppe antreten. Einmal im Jahr gastiert das Boxing Tent auch in Cracow, was für Cracow das größte Ereignis des Jahres darstellt: Regelmäßig reisen mehrere hundert Gäste an, um der Show beizuwohnen.
Im näheren Umfeld der Stadt finden sich zudem die Bade- und Angelstelle Cracow Beach am Dawson River und der Precipice-Nationalpark, die Naturliebhaber anziehen.

## Galerie

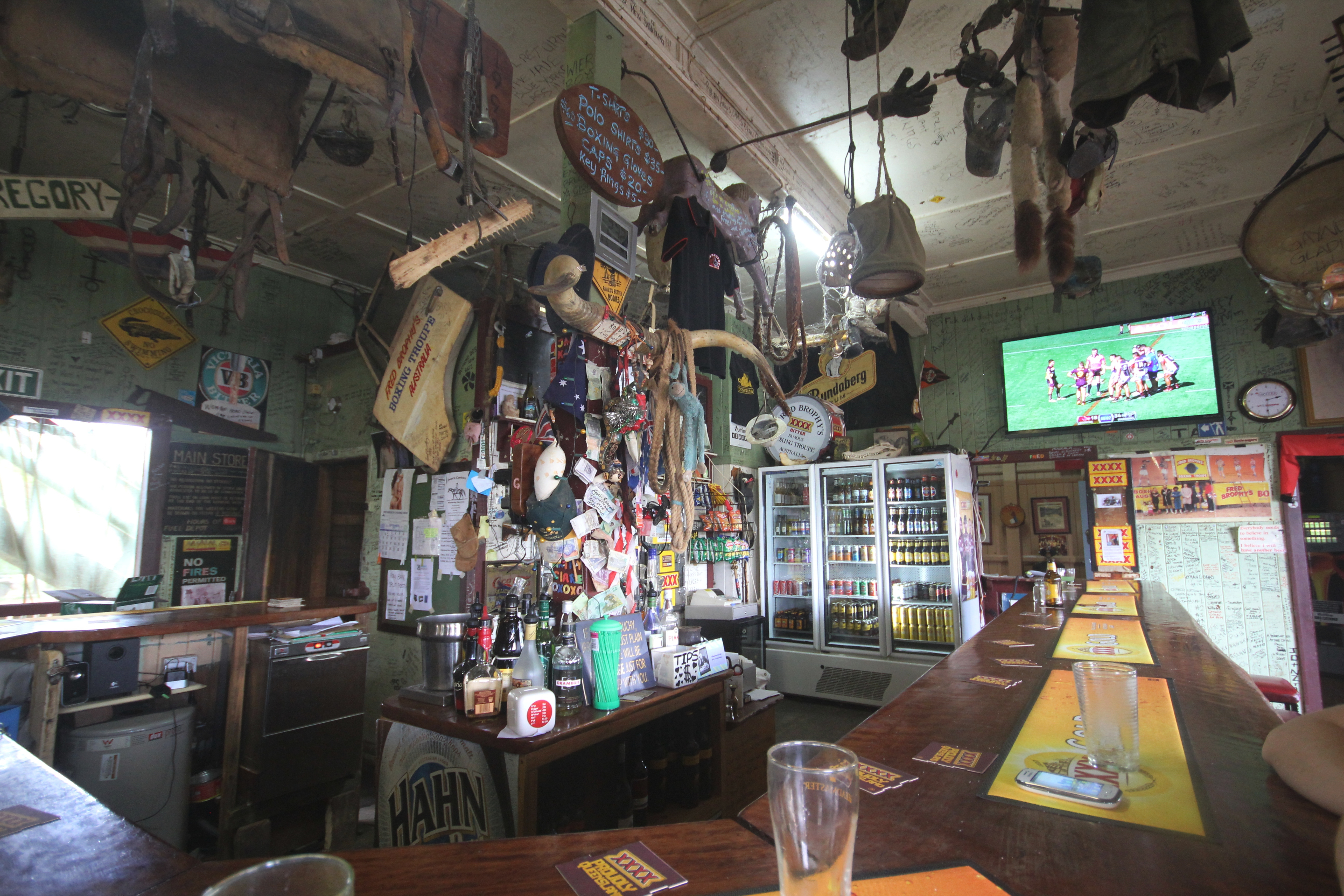
Bar des Cracow Hotel
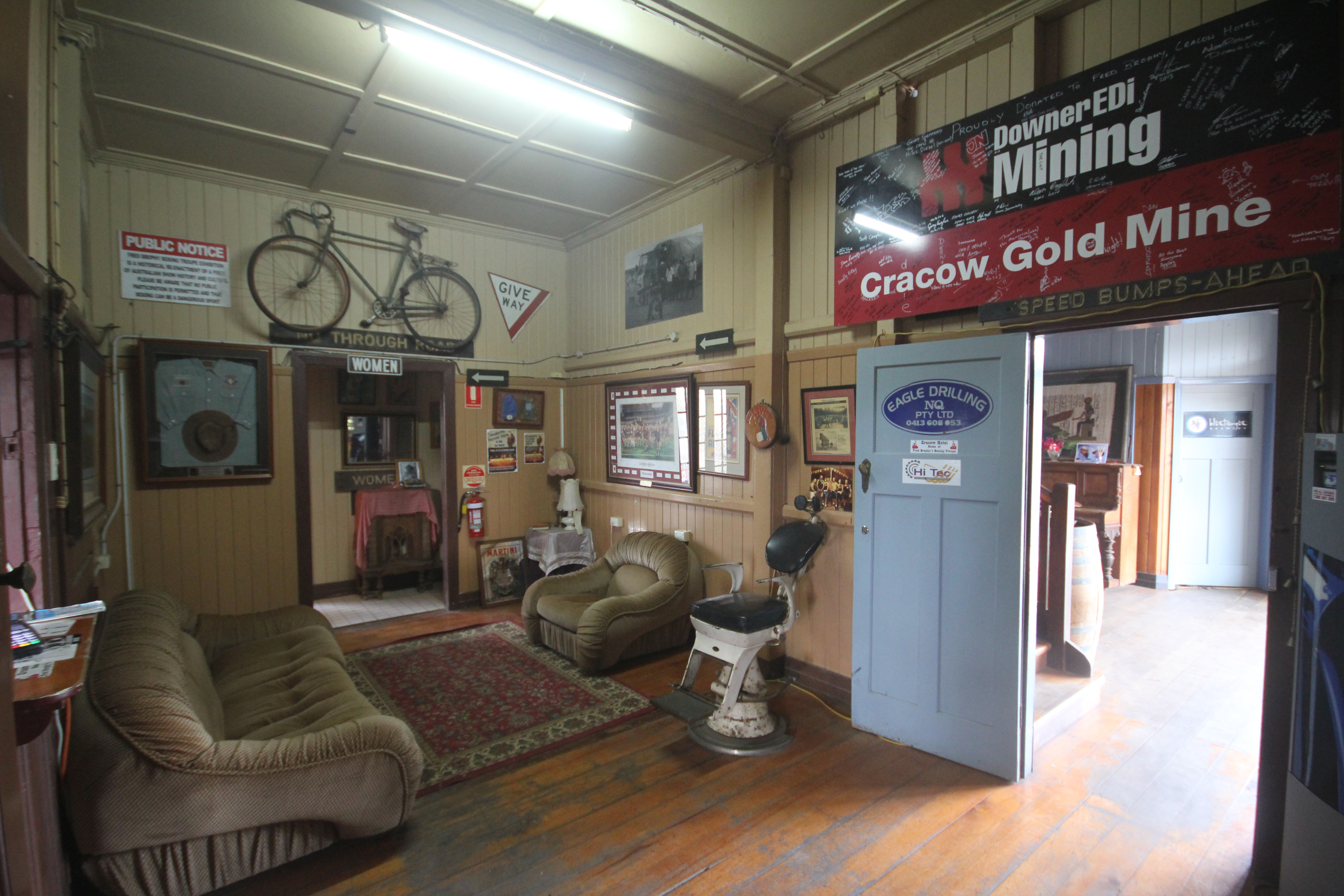
Ein Fahrrad und ein Zahnarztstuhl im Flur
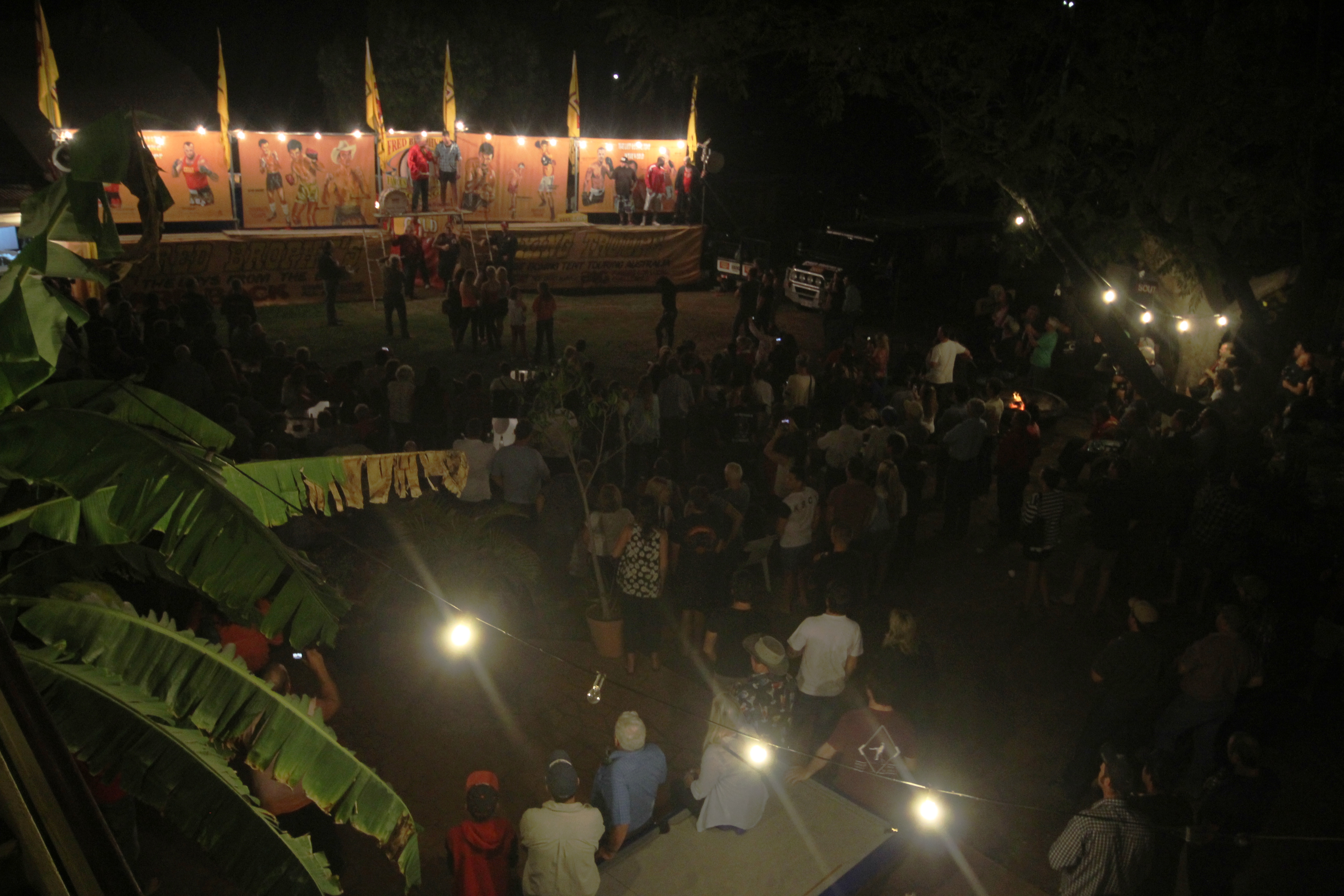
Fred Brophy's Boxing Tent
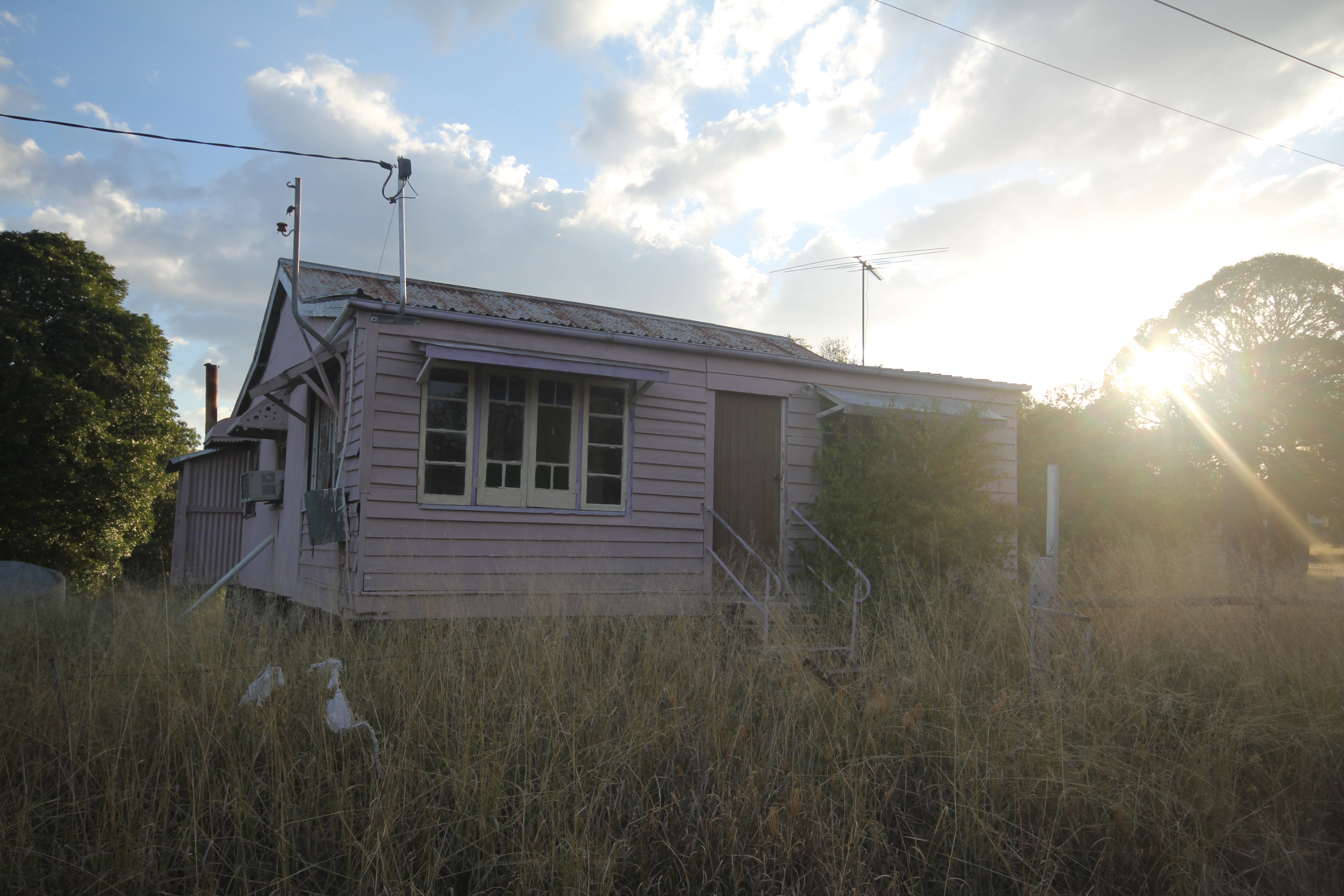
Ein verlassenes Haus
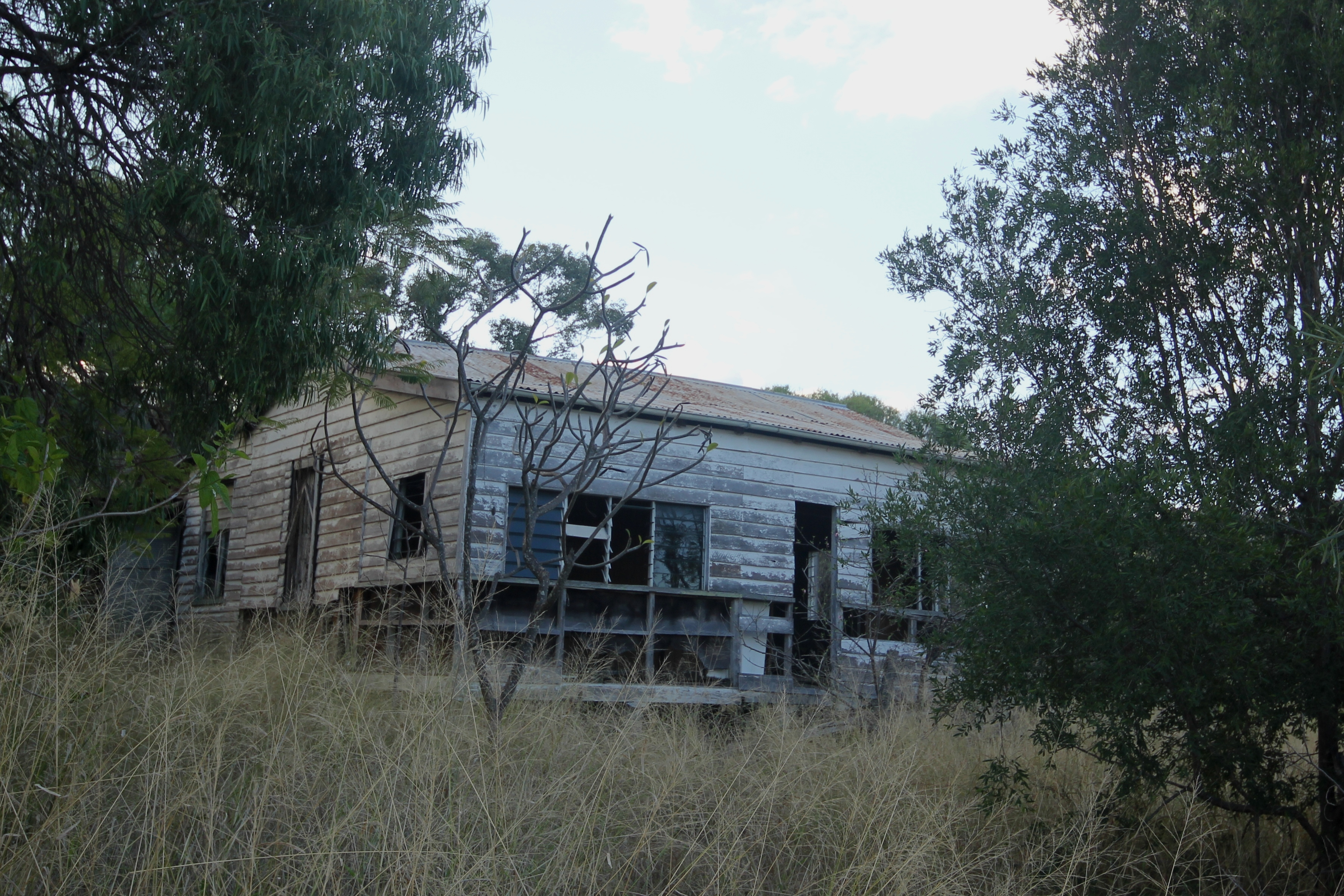
Die Natur erobert die Gebäude zurück